# تفسیر المنیر
تفسیر المنیر از تفاسیر سنی قرآن به زبان عربی، تألیف وهبه زحیلی رئیس گروه فقه مذاهب اسلامی در دانشگاه دمشق است. این تفسیر در ۱۶ جلد برای نخستین بار در سال ۱۴۱۱ ه ق (۱۹۹۰ میلادی ) با همکاری دارالفکر المعاصر بیروت و دارالفـکر دمشق چاپ و منتشر شده‌ است. درایران در سال ۱۳۷۲ خورشیدی در مراسم کتاب سال، ازاین تفسیر به عنوان کتاب سال جهانی تقدیر به عمل آمده‌ است.

## ترجمه فارسی[۱]
این تفسیر در 30 جلد به زبان فارسی در انتشارات شیخ الاسلام احمد جام به چاپ رسیده است.
مشخصات ترجمه کتاب:
| شماره کتابشناسی ملی     | م‌77-18500                                                                            |
| سرشناسه                 | زحیلی‌، وهبه‌، - م‌. Zuhayli, Wahbah                                                    |
| عنوان و نام پدیدآور     | تفسیر المنیر در عقیده‌، احکام و برنامه زندگی‌/ مفسر وهبه الزحیلی‌؛ مترجم عبدالروف مخلص‌. |
| مشخصات نشر              | تربت‌جام‌: شیخ‌الاسلام احمد جام، 1377                                                   |
| مشخصات ظاهری            | 30ج. (در پانزده مجلد).                                                               |
| یادداشت                 | مترجم جلدهای 7-8 و 11-12 و 19-20، عبدالمجید صمیم‌هروی است .                           |
| یادداشت                 | مترجم جلد 13-14 و 17-18 ، فضل‌الرحمان فقیهی است .                                     |
| یادداشت                 | مترجم جلد 21 - 22عبدالباری وثیق است.                                                 |
| یادداشت                 | مترجم جلد 23-24 ، عبدالوهاب حماد است .                                               |
| یادداشت                 | مترجم جلد های 9-10و 27-28 و 25-26 و 29-30، سیدجمال‌‌الدین هروی است .                   |
| یادداشت                 | تصحیح و مراجعه در جلد 19 سیدجمال‌الدین هروی است.                                      |
| یادداشت                 | عنوان جلد 19 تفسیر المنیر در عقیده‌، شریعت و روش زندگی است.                           |
| یادداشت                 | ج‌. 3 (چاپ اول‌: 1382).                                                                |
| یادداشت                 | ج‌. 4 (چاپ اول‌: 1378).                                                                |
| یادداشت                 | جلد 7-28 (چاپ اول: 1395) (فیپا).                                                     |
| یادداشت                 | ج.21 و 22 (چاپ اول : 1396).                                                          |
| یادداشت                 | کتابنامه‌.                                                                            |
| موضوع                   | تفاسیر اهل سنت—قرن 14                                                                |
| موضوع                   | Qur'an -- *Sunnite Hermeneutics—20th century                                         |
| شناسه افزوده            | مخلص، عبدالرئوف، -، مترجم                                                            |
| رده بندی کنگره          | BP98/ز3ت‌7 1377                                                                       |
| رده بندی دیویی          | 297/179                                                                              |
| اطلاعات رکورد کتابشناسی | رکورد کامل                                                                           |